# Lassay-les-Châteaux
Lassay-les-Châteaux ist eine französische Gemeinde mit 2.243 Einwohnern (Stand: 1. Januar 2022) im Département Mayenne in der Region Pays de la Loire; sie gehört zum Arrondissement Mayenne und zum Kanton Lassay-les-Châteaux. Die Einwohner werden Lasséens genannt.

## Geographie
Lassay-les-Châteaux liegt etwa 23 Kilometer nordnordöstlich des Stadtzentrums von Mayenne am Fluss Mayenne, der die Gemeinde acht Kilometer vom Ortskern entfernt im Nordwesten begrenzt. An der südwestlichen Gemeindegrenze verläuft das Flüsschen Anglaine. Die Gemeinde gehört zum Regionalen Naturpark Normandie-Maine.

## Bevölkerungsentwicklung
| Jahr                       | 1962 | 1968 | 1975 | 1982 | 1990 | 1999 | 2006 | 2019 |
| Einwohner                  | 1681 | 1806 | 2602 | 2595 | 2459 | 2532 | 2451 | 2234 |
| Quellen: Cassini und INSEE |      |      |      |      |      |      |      |      |

## Sehenswürdigkeiten
- Alter Konvent der Benediktiner, seit 1988 Monument historique
- Kirche Saint-Laurent in La Baroche-Gondouin
- Kirche Saint-Médard in La Courberie aus dem 19. Jahrhundert
- Kirche Saint-Aubin in Melleray-la-Vallée
- Kirche Saint-Hippolyte in Niort-la-Fontaine aus dem 19. Jahrhundert
- Kirche Saint-Fraimbault in Saint-Fraimbault-de-Lassay
- Kapelle Saint-Joseph aus dem 17. Jahrhundert
- Kapelle Saint-Mathieu
- Kapelle Saint-Roch
- Château de Lassay – Lassay-les-châteaux aus dem 15. Jahrhundert
- Festung Le Bois-Thibault aus dem 15./16. Jahrhundert

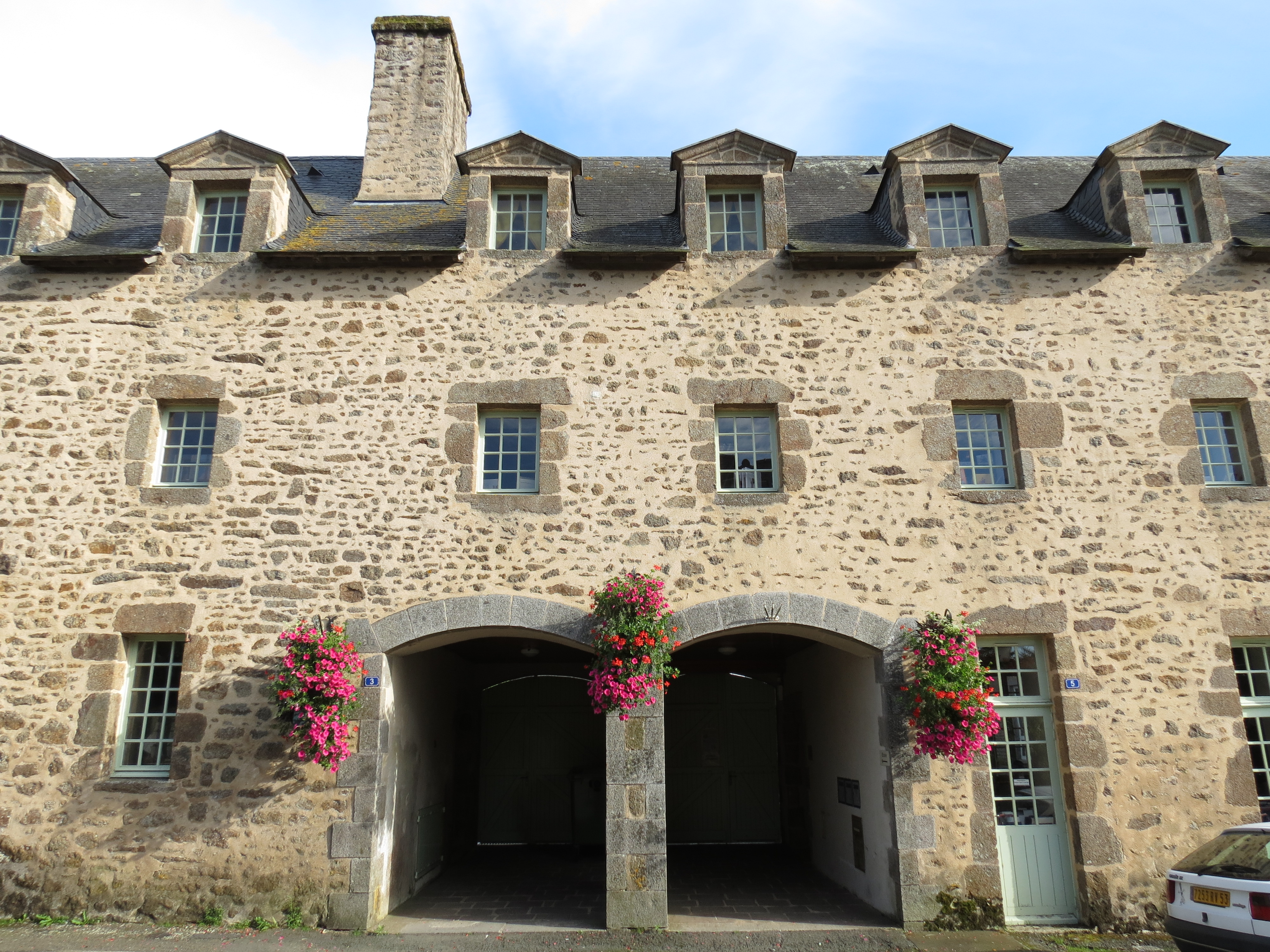
Benediktinerkonvent
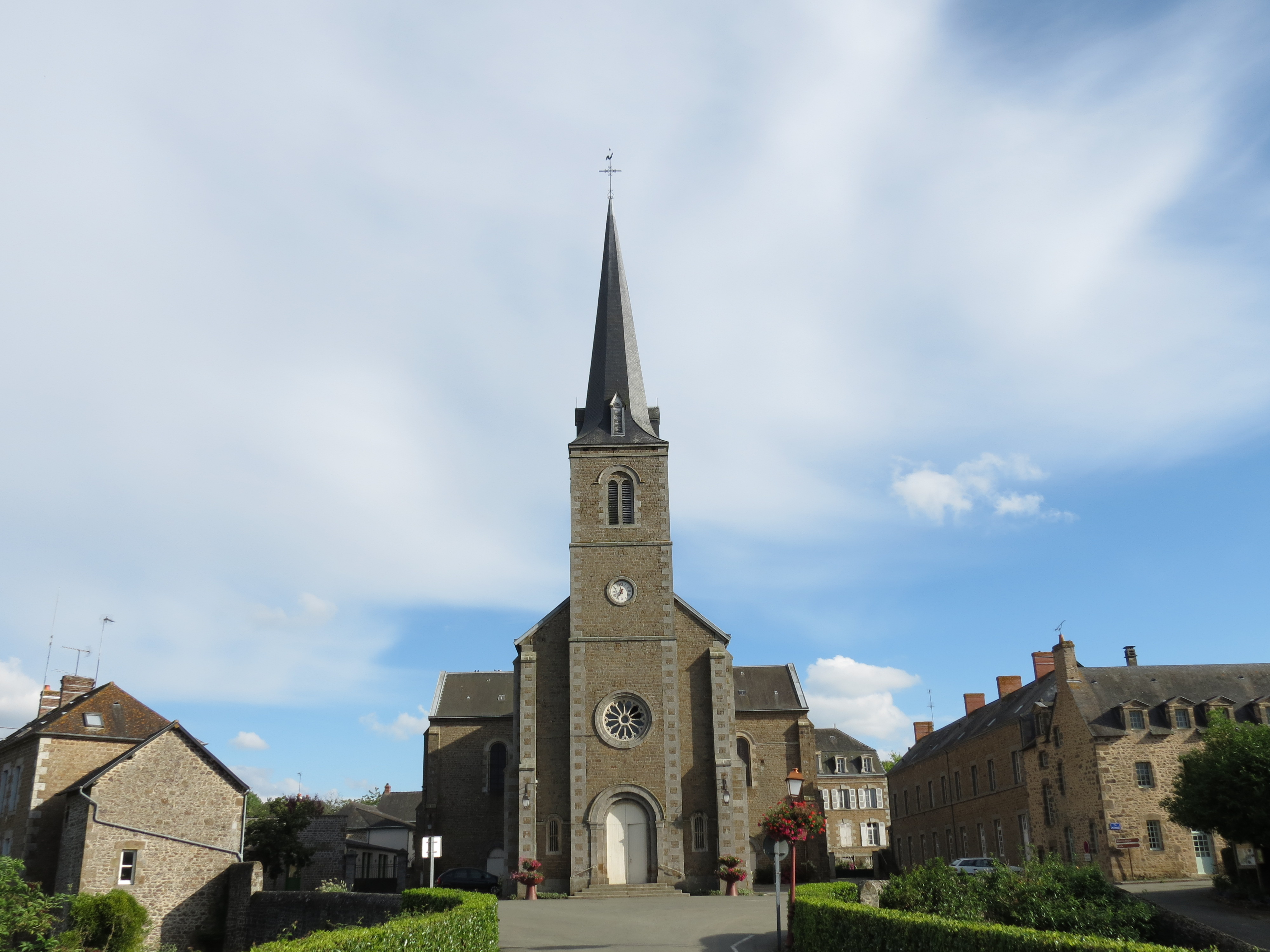
Kirche Saint-Fraimbault
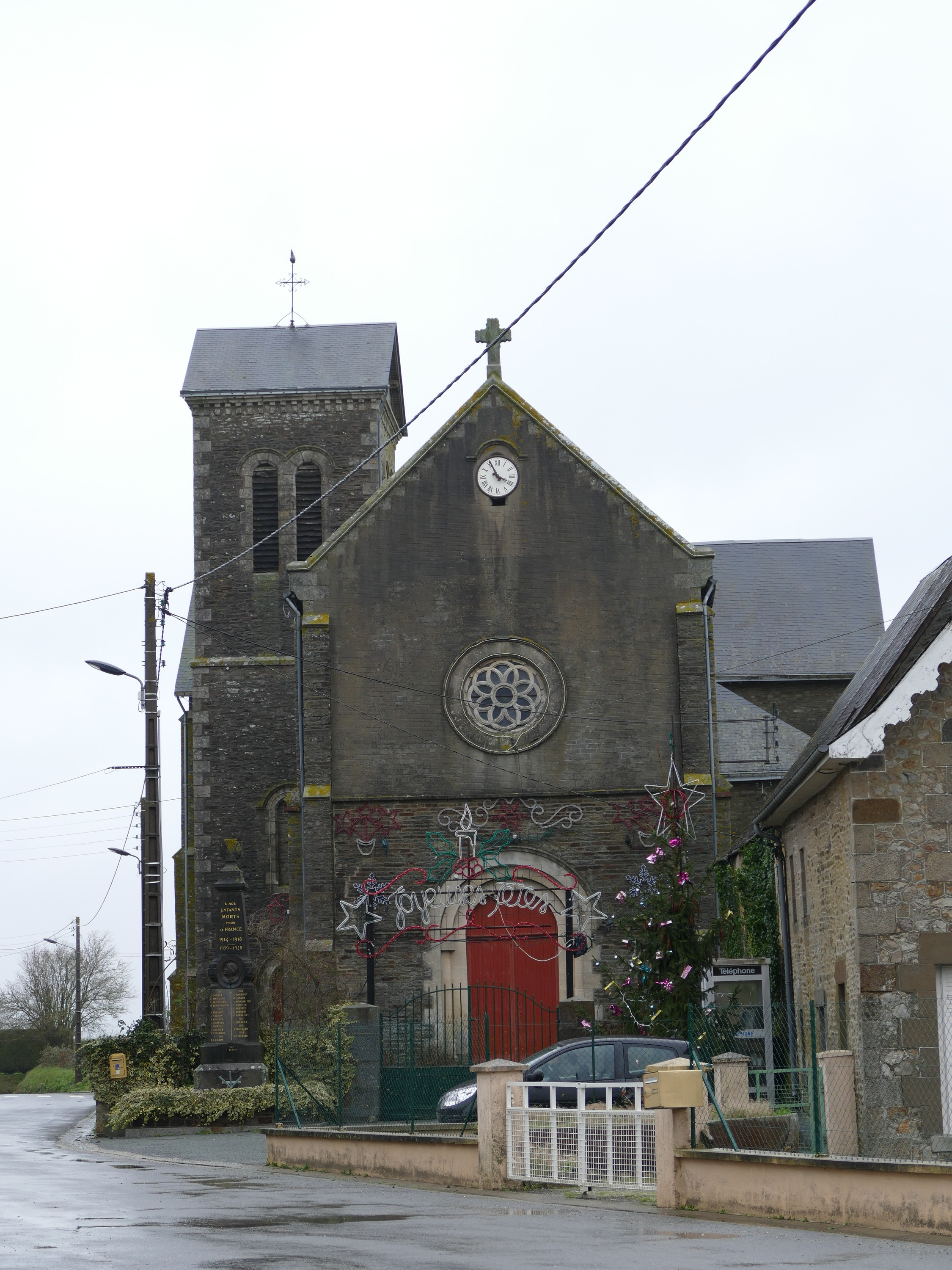
Kirche Saint-Laurent
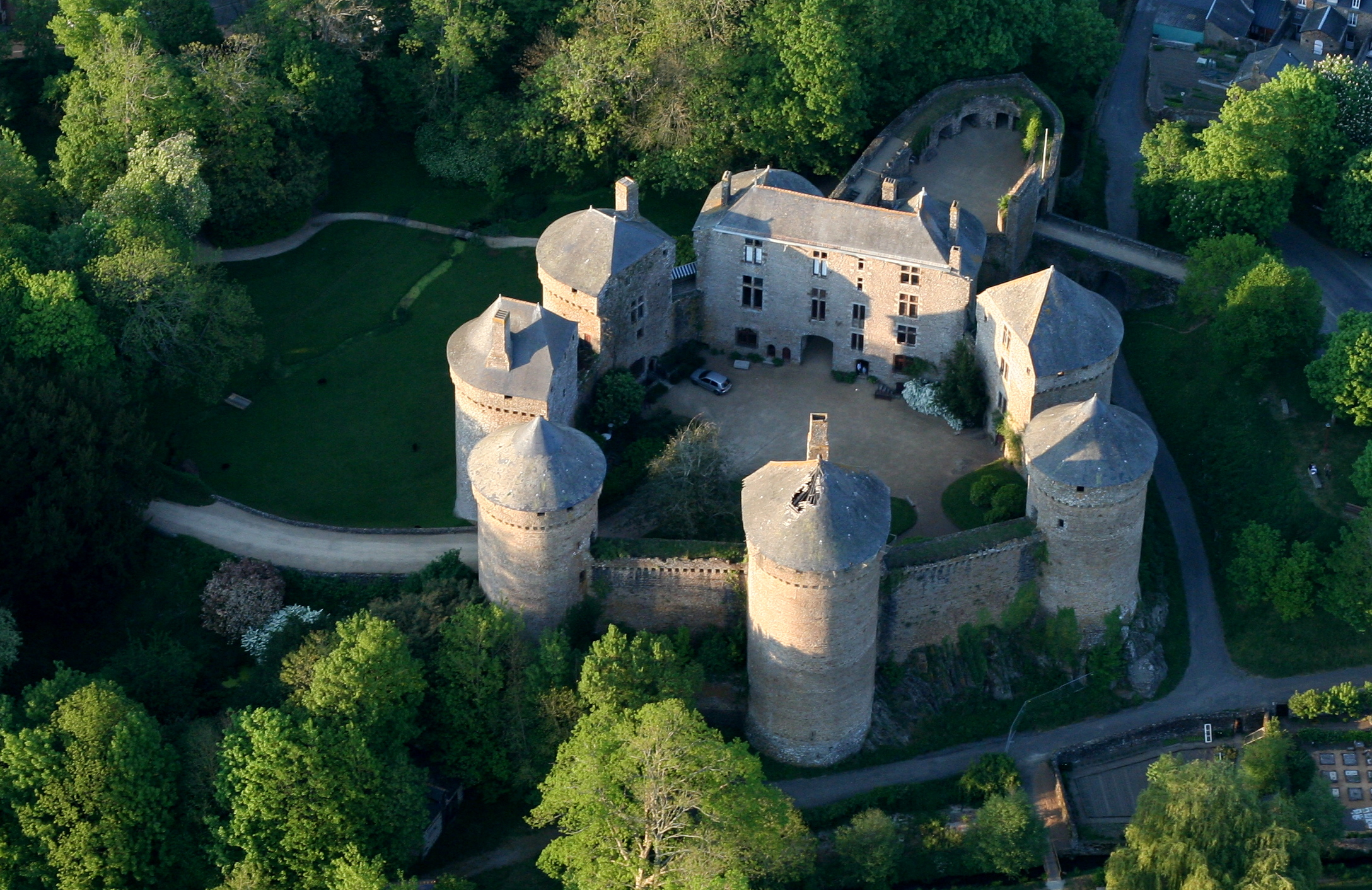
Schloss Lassay
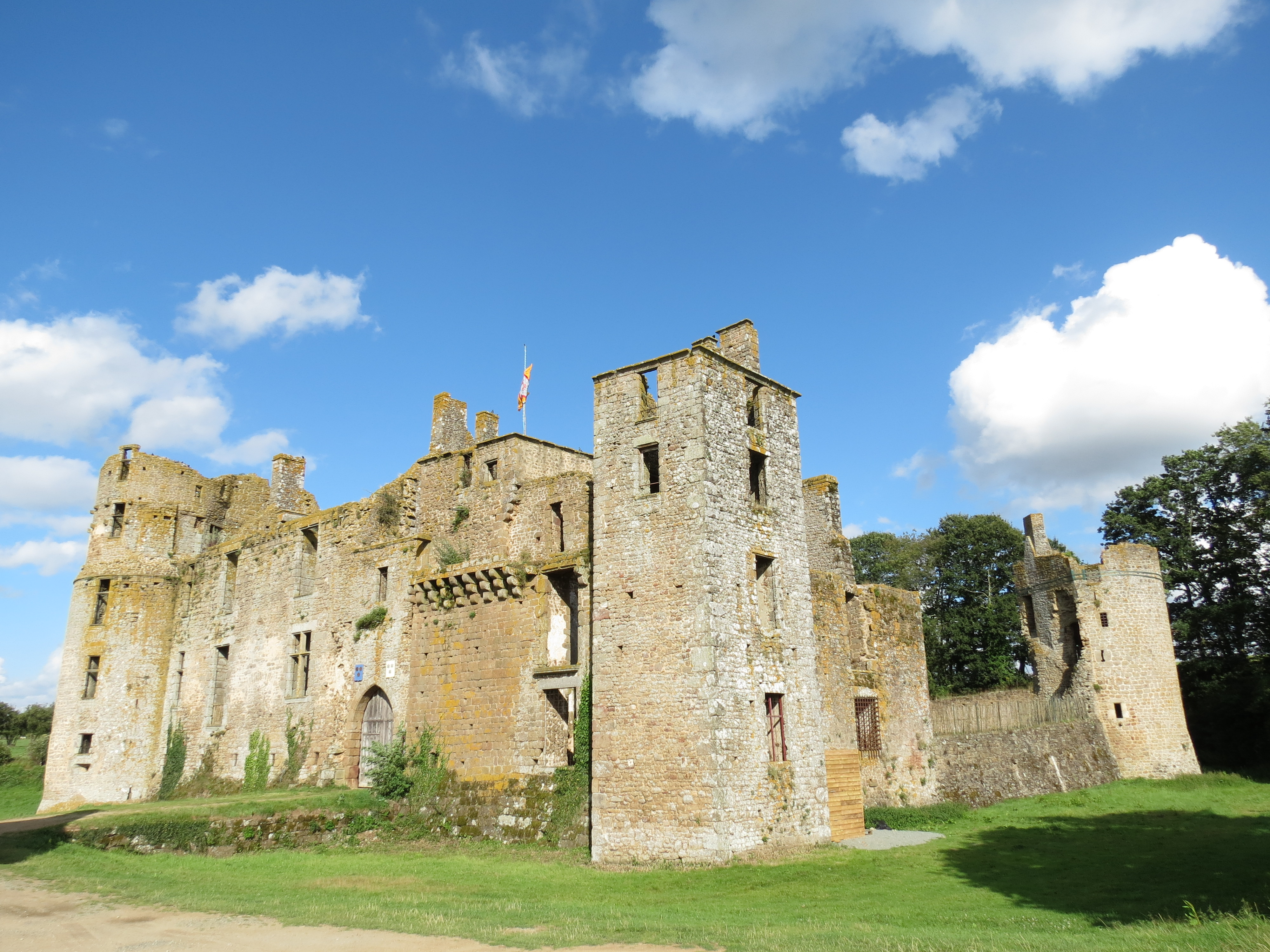
Festung Le Bois-Thibault

## Gemeindepartnerschaft
Mit der belgischen Gemeinde Blegny in Wallonien besteht seit 1967 (damals noch mit der Ortschaft Housse in der heutigen Gemeinde Blegny) eine Partnerschaft.

## Persönlichkeiten
- Ludovic Piette (genannt Montfoucault, 1826–1878), Maler, in Niort-la-Fontaine geboren